# 温林根
温林根是德国巴登-符腾堡州的一个市镇。总面积26.87平方公里，总人口2430人，其中男性1213人，女性1217人（2011年12月31日），人口密度90人/平方公里。